# KOCW
KOCW(Korea Open Course Ware)는 우리나라 OER(Open Educational Resources) 운동의 일환으로 만들어진 국내 고등교육 이러닝 강의 최다보유서비스로, 국내외 대학 및 기관에서 자발적으로 공개한 강의 동영상, 강의자료를 무료로 제공하는 OCW(Open Course Ware)이다.
분야별, 주제별 테마에 맞게 맞춤형 큐레이션 서비스를 제공함으로써 대학생, 교수자는 물론 배움을 필요로 하는 누구든지 언제 어디서나 이용 가능하다. 한국교육학술정보원(KERIS)에서 제공하고 있고, 대학평가 공시항목으로 선정되어 각 대학들의 활발한 참여를 독려하고 있다.

## 서비스 목표
KOCW는 다음과 같은 목표를 갖고 서비스를 수행하고 있다.
- 국가 차원의 고등교육 이러닝 공동활용체제 구축을 통한 고등교육 기회 확대 및 고등교육 경쟁력 향상.
- 대학의 우수 강의 내용을 인터넷에 공개함으로써 대학 사회의 지식공유 문화 및 우수 강의 사례 확산.
- 대학 강의의 접근성 제고를 통한 학생의 학습권 및 평생학습 기회 확대.

## 이용가능 서비스
- 대학강의: 전국 190개 대학에서 제공

- 기관강의: YTN SCIENCE 등 전국 30여개 기관에서 제공

- 전공강의: 인문과학, 사회과학, 공학, 자연과학, 교육학, 의약학, 예술 및 체육, 총 7개 분야의 강의

- 테마강의

- 직업,직무 교육과정
- 대학기초강의(인문학부, 사회과학부, 공학부, 자연과학부, 교육학부, 의학부, 예술체육학부, 교양)
- 소프트웨어교육
- 4차산업혁명과 교육
- 취업완전정복
- 공무원 임용&자격증 대비
- 교양세미나
- 영어&해외특강
- Lectures in English!
- 스마트 교수법
- 독학 학위 전공
- 한국어, 한국문화
- 스페셜채널
- 자막제공강의
- 수강확인증 강의
- K-MOOC 강의

## 이용가능 자료
- 공개 강의자료 : 한 학기 강의를 웹을 통해 학습할 수 있도록 최소학습단위(차시)로 나누어 구성한 콘텐츠
- 강의 관련자료 : RISS학술연구정보서비스에서 제공하는 학술연구정보 서비스
- 기타 강의자료 : 관련 자료(문서, 이미지 등), 강의 노트 등

국내, 해외에서 제공하는 모든 강의자료의 강의명, 교수, 제공처명, 강의설명, 주제분류 등 메타데이터를 검색하여 강의자료를 활용할 수 있으며, 또한 개인이 소유한 강의자료를 등록하여 공동활용할 수 있다.
해외 강의자료
- ARIADNE : ARIADNE는 유럽연합의 지식공유를 목적으로 설립된 재단으로서 고등교육 학습 자료의 서비스와 유럽의 교육 및 훈련 정책 지원, 유럽지역 교육자와 학습자간의 협력과 이해 증진 도모 등을 지원하는 단체이다.[1]
- NIME : 일본 국립멀티미디어교육연구소(NIME)는 일본 내 대학이 개발한 이러닝 콘텐츠와 해외 대학의 우수 콘텐츠를 서비스하는 기관입니다. 일본 도쿄공대의 경우 전체 강의의 40%를 인터넷에 공개하고 있으며, 일본에서는 아시아권 학생들에 대한 일본 유학생 유치에 활용하고 있다.[2]
- LORNET : LORNET은 캐나다의 최대 학습객체저장소 프로젝트를 수행하는 비영리기관으로 6개 대학과 5개 연구소의 연구자, 교수자, 대학원학생 등으로 구성되었고, 국가과학기술연구위원회로부터 5년에 걸쳐 7.5백만 달러의 연구비 지원을 받고 있다.[3]
- YouTube / Edu / MERLOT / ReaserchChannel /OERCommons / edna / TED  등.

## 온라인 강의 제공 현황
- 온라인 강의 제공 대학 (32개교) :

강원대, 경남과기대, 경북대, 경상대, 경인교대, 공주대, 광주교대, 군산대, 금오공대, 부경대, 서울과기대, 서울대, 순천대, 안동대, 영남대, 인천대, 인하대, 전북대, 전주교대, 제주대, 진주교대, 창원대, 청주교대, 청주대, 충남대, 충북대, 한경대, 한국교원대, 한국방통대, 한국해양대, 한림대, 한밭대, 한양대
- 주제별 온라인 강의 제공

인문과학 (23%) / 사회과학24%) / 공학 (14%) / 자연과학 (9%) / 교육학 (5%) / 의약학 (2%) / 예술, 체육학 (8%) / 교양 / 기타  (15%)
- 대학강의 제공 대학 (152개교)

가
가천대학교 ·  가톨릭대학교 ·  강남대학교 ·  강동대학교 ·  강원대학교 ·  건국대학교 ·  건양대학교 ·  경기대학교 ·  경동대학교 ·  경북대학교 ·  경상대학교 ·  경성대학교 ·  경운대학교 ·  경일대학교 ·  경희대학교 ·  경희사이버대학교 ·  계명대학교 ·  고려대학교 ·  고려사이버대학교 ·  고신대학교 ·  공주대학교 ·  광신대학교 ·  광주과학기술원 ·  광주교육대학교 ·  구미대학교 ·  국민대학교 ·  국제사이버대학교 ·  국제신학대학원대학교 ·  군산대학교 ·  극동대학교 ·  금강대학교 ·  금오공과대학교 · 꽃동네현도사회복지대학교 · 

나
나사렛대학교 ·  남서울대학교

다
단국대학교 ·  대구가톨릭대학교 ·  대구사이버대학교 ·  대구대학교 ·  대구예술대학교 ·  대구한의대학교 ·  대전대학교 ·  덕성여자대학교 ·  동국대학교 ·  동덕여자대학교 ·  동명대학교 ·  동서대학교 ·  동서울대학교 ·  동신대학교 ·  동아대학교 ·  동의과학대학교 ·  동의대학교 ·  디지털서울문화예술대학교

마
명지대학교 ·  목원대학교 ·  목포대학교

바
배재대학교 ·  백석대학교 ·  백석문화대학교 ·  부제예술대학교 ·  벽성대학교 ·  부경대학교 ·  부산대학교 ·  부산디지털대학교 ·  부산외국어대학교 ·  부천대학교

사
사이버한국외국어대학교 ·  삼육대학교 ·  상명대학교 ·  상지대학교 ·  서강대학교 ·  서라벌대학교 ·  서울과학기술대학교 ·  서울대학교 ·  서울사이버대학교 ·  서울디지털대학교 ·  서울시립대학교 ·  서울신학대학교 ·  서원대학교 ·  성균관대학교 ·  성덕대학교 ·  성신여자대학교 ·  세계사이버대학교 ·  세명대학교 ·  세종대학교 ·  세종사이버대학교 ·  수원대학교 ·  숙명여자대학교 ·  순천대학교 ·  순천향대학교 ·  숭실대학교 ·  숭실사이버대학교 ·  신구대학교 ·  신라대학교

아
아주대학교 ·  안동대학교 ·  연세대학교 ·  열린사이버대학교 ·  영남대학교 ·  영산대학교 ·  영진사이버대학교 ·  예수대학교 ·  예원예술대학교 ·  우석대학교 ·  우송대학교 ·  울산과학기술대학교 · 울산대학교 ·  원광대학교 ·  원광디지털대학교 ·  을지대학교 ·  이화여자대학교 ·  인제대학교 ·  인하공업전문대학 ·  인하대학교

자
전남대학교 ·  전북대학교 ·  전주대학교 ·  제주대학교 ·  조선대학교 ·  중부대학교 ·  중앙대학교 ·  진주교육대학교

차
창원대학교 ·  청주교육대학교 ·  청주대학교 ·  춘천교육대학교 ·  충남대학교 ·  충북대학교 ·  충북보건과학대학교 ·  충청대학교

파
평택대학교 ·  포항공과대학교

하
한경대학교 ·  한국과학기술원 ·  한국교원대학교 ·  한국복지사이버대학 ·  한국성서대학교 ·  한국외국어대학교 ·  한국해양대학교 ·  한남대학교 ·  한동대학교 ·  한림대학교 ·  한림성심대학교 ·  한밭대학교 ·  한신대학교 ·  한양대학교 ·  한양사이버대학교 ·  협성대학교 ·  호남대학교 ·  호서대학교 ·  홍익대학교

## 연혁
- 2007년 5월, KOCW 시스템 구축 계획 수립
- 2007년 12월, KOCW 시범 서비스 개통/일본 NIME 강의자료 연계 검색 실시
- 2008년 7월, ‘이러닝 공동활용을 위한 저작권 가이드라인’ 발간
- 2008년 9월, 해외 강의자료 연계 검색 실시/국내강의 자료 공개 수요조사 및 연계
- 2008년 12월, 고등교육 교수학습자료 공동활용 서비스 홈페이지 시범운영 실시
- 2009년 3월, 대학 우수 강의에 대한 동영상 촬영 지원 및 촬영된 강의 동영상 서비스 시작
- 2009년 5월, Youtube EDU, TED, Research Channel, Lift 등 외국의 유명 교육동영상/해외강의자료 서비스 연계
- 2009년 10월, 한국국제교류재단 KF포럼 동영상/글로벌 인재포럼 동영상 서비스 시작
- 2010년 3월, 광역경제권 사업 산출물 서비스 시작
- 2010년 5월, 대학 명강의 일반인 무료수강[4][5]
- 2010년 12월, 대학공개강의 KOCW앱 WEB AWARD 최우수상 수상
- 2011년 1월, 대학생을 위한 KERIS 명사특강 개최[6]
- 2011년 5월, 디지털 조선 2011 앱어워드 코리아 베스트앱 25 공공서비스 분야 대상 수상
- 2011년 6월, 대학생 홍보대사 KOCW 스마티어 1기 발대
- 2011년 7월, KOCW SNS 서비스 시작
- 2011년 8월, 대한민국학술원 명사특강 서비스 시작[7]
- 2011년 10월, 대학생 홍보대사 KOCW 스마티어 2기 발대
- 2011년 11월, KACTL-KERIS 공동주관 대학경쟁력강과를 위한 교육개발세미나 진행
- 2012년 2월, KOCW 추천 외국어 특강 스페셜 강좌 서비스 시작[8]
- 2012년 3월, EBS 지식특강 콘텐츠 연계 서비스 시작
- 2012년 4월, 모바일 브랜드 공공부문 대상 수상
- 2012년 5월, 미리보는 대학기초강의 스페셜 강좌 서비스 시작[9][10] / 한국투자자교육협회 금융교육 온라인 콘텐츠 연계 서비스 시작[11][12]
- 2013년 1월, 영어재능기부봉사단 OES 1기 발대
- 2013년 4월, 영어재능기부봉사단 OES 2기 발대
- 2013년 7월, 영어재능기부봉사단 OES 3기 발대식
- 2013년 9월, 여성공학인협의회-KOCW 간 MOU 체결 / ‘이러닝 국제박람회’ 참여
- 2013년 10월, 영어재능기부봉사단 OES 4기 발대식
- 2013년 11월, 앱어워드 코리아 2013’ 공공서비스 부문 KOCW 앱 대상 수상
- 2013년 12월, 권역별 센터 만족도 조사 및 이러닝 데이터‧평가 결과 연계
- 2014년 2월, 전문대학을 위한 KOCWC 서비스 개시
- 2016년 6월, 휴먼테크놀로지 사회공공부문 우수상 수상(한겨레신문)
- 2016년 12월, 「2016 웹어워드 코리아」 전문교육분야 대상 수상(한국인터넷전문가협회)
- 2018년 1월, 강의클립(분절)기능 서비스 제공

## CCL 라이센스
OER 및 OCW의 취지는 CCL에 의한 정보공유에 따라 무료 개방조건으로 다양한 환경에서 다양한 상황을 위해 사용 가능하도록하는데 있다.
우리나라의 OER운동의 일환으로 만들어진 KOCW역시 CCL(Creative commons licence)에 의해 탑재 정보에 대해 무료 개방 조건에 따라 사용을 하게 된다.

## 같이 보기
- K-MOOC
- RISS
- 위키백과:대학공개강의